# Follia (tema musicale)

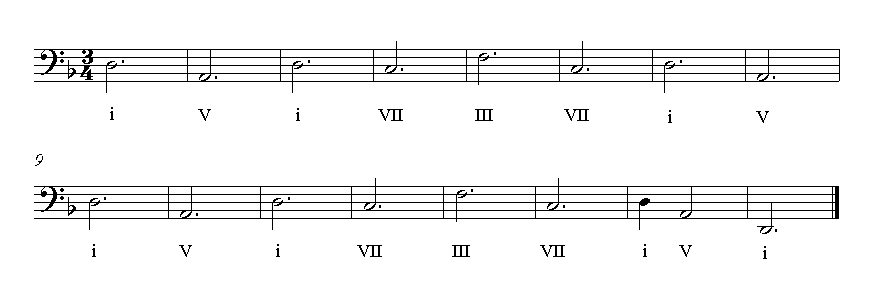
La tarda follia in tonalità di re minore

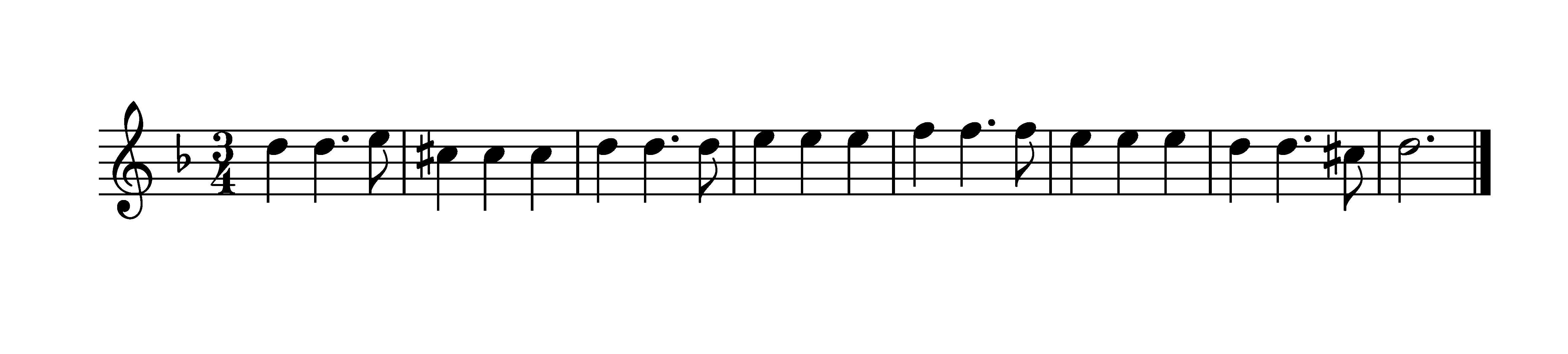
Il tema della Follia

La follia è un tema musicale di origine portoghese tra i più antichi della musica europea, originato nei secoli XVI e XVII.
Per estensione follia è passato ad indicare anche una musica folk delle isole Canarie o una Folia de Reis  cantata durante la celebrazione della fine della schiavitù nel XVIII secolo, che si svolge dal 24 dicembre al 6 gennaio.

## Storia
Il primo autore noto che fa riferimento a questo tema risale alla metà del XVI secolo, ma il tema è certamente molto più antico. Alcuni testi teatrali del rinascimento portoghese, tra cui alcuni di Gil Vicente, menzionano la follia come danza ballata da pastori e contadini. L'origine portoghese è confermata dal trattato del 1577 De musica libri septem di Francisco de Salinas.
Si distingue tra la "follia primitiva", che può assumere diverse forme, e la più conosciuta "tarda follia", che è rimasta famosa nella musica colta fino ai giorni nostri. La tarda follia è una progressione armonica (apparsa forse per la prima volta nella canzone anonima Rodrigo Martinez, Cancionero de Palacio, 1475-1516), che sostiene un tema melodico preciso. Su questa struttura l'esecutore era libero di improvvisare. Caratteristica della tarda follia (conosciuta anche come Folie d'Espagne in Francia e Faronel's Ground in Inghilterra) è quella di essere basata su una passacaglia, mentre la linea melodica prende la forma di una sarabanda lenta in tempo di 3/4. Le variazioni possono presentare tempi e linee melodiche fra le più svariate. Gli esempi cinquecenteschi di tarda follia comprendono lavori di Juan del Encina nel 1520, Diego Ortiz nel 1553 e Antonio de Cabezón nel 1557.
Girolamo Frescobaldi inserì una serie di variazioni (partite) sopra folia nel Primo libro di toccate d'intavolatura di cimbalo et organo (Roma 1637), ma il tema non è quello della tarda follia. Si dice che il primo ad introdurre il tema della tarda follia nella musica colta sia stato Jean-Baptiste Lully. Nel corso di tre secoli, più di 150 compositori l'hanno usato nelle loro composizioni. Esso fu impiegato dallo stesso Lully nel 1672, in collaborazione con Philidor, da Marin Marais nel 1701 (Pièces de Violes, 2e Livre), da Alessandro Scarlatti nel 1710, da François Couperin (Les Folies françoises, ou Les Dominos), da Francesco Geminiani (Concerto grosso in re minore op. 5 n. 12). Arcangelo Corelli nel 1700 (Sonata per Violino op. 5 n. 12), Antonio Vivaldi nel 1705 (Sonata op. 1 n. 12) e Johann Sebastian Bach nella Cantata dei contadini BWV 212 del 1742 sono coloro che probabilmente hanno raggiunto le più alte vette nella variazione di questo tema. Tra i compositori dell'età classica va ricordato Antonio Salieri, con le 26 variazioni per orchestra. Da ricordare anche la sarabanda dalla Suite per clavicembalo in Re minore n. 11 di Georg Friedrich Händel, che nell'arrangiamento per orchestra d'archi, timpani e basso continuo di Leonard Rosenman è utilizzata nella colonna sonora del film Barry Lyndon di Stanley Kubrick. Una versione per chitarra è stata interpretata da Andrés Segovia.
Nel XIX secolo la popolarità del tema diminuisce alquanto, ma esso ricompare, più o meno modificato, qua e là, per esempio nella Quinta Sinfonia di Beethoven e nella Rapsodia Spagnola di Liszt, e meritano una menzione anche le variazioni per chitarra di Mauro Giuliani. Il tema torna decisamente ad attirare l'interesse di alcuni compositori in pieno XX secolo con le Variazioni su un tema di Corelli di Sergej Rachmaninov, per pianoforte (1931), e in Preludio, Tema, Variaciones y Fuga di Manuel Ponce, per chitarra (1930). Successivamente esso è stato usato da vari compositori, tra i quali Vangelis nel film 1492: la conquista del paradiso.

## Struttura
Il tema cosiddetto "tarda follia" si identifica di fatto in una progressione di accordi in 16 battute, la cui linea melodica è generalmente esposta nella forma di una lenta sarabanda. Ogni battuta è occupata da un solo accordo, eccetto la penultima che ne contiene due. La progressione si conclude con una cadenza perfetta V - i (accordo di dominante in forma di settima di dominante - tonica minore).
La sua forma più comune, piuttosto schematica, ha la seguente struttura:
| i   | V7  | i    | VII |
| III | VII | i    | V7  |
| i   | V7  | i    | VII |
| III | VII | i V7 | i   |

È possibile inserire delle sostituzioni: ad esempio, l'accordo di tonica della settima battuta può essere sostituito dall'accordo di sesta, come anche quello della quindicesima; è inoltre possibile che l'accordo di settima di dominante che conclude quest'ultima battuta venga costruito con la quarta in sostituzione della terza minore, per poi "abbassare" la quarta alla terza minore (cosiddetta sospensione 4-3). Tale quarta verrebbe dall'accordo di tonica precedente, di cui sarebbe il primo grado, ovvero, nel caso della sostituzione, dal terzo grado dell'accordo di sesta.